# Урняк (Муслюмовский район)
Урняк — деревня в Муслюмовском районе Татарстана. Входит в состав Митряевского сельского поселения.

## География
Находится в восточной части Татарстана на расстоянии приблизительно 13 км на юго-восток по прямой от районного центра села Муслюмово.

## История
Основана в 1920-х годах.

## Население
Постоянных жителей было: в 1926 — 89, в 1938—209, в 1949—233, в 1958—199, в 1970—150, в 1979 — 22, в 1989- 2, 2 в 2002 году (татары 100 %), 1 в 2010.